# 三女河乡
三女河乡位于中國河北唐山市丰润区中部，全乡总面积3.5万亩，辖12个行政村，人口1.2万。當地以乳牛產業作為特色產業。2006年，并入石各庄镇。